# Departamento de Policía de San Francisco
El Departamento de Policía de San Francisco (SFPD, por sus siglas en inglés) es el departamento de policía de la ciudad y el condado de San Francisco, Estados Unidos, y del Aeropuerto Internacional de San Francisco en el condado no incorporado de San Mateo. El lema del departamento es el mismo lema en español que el de la ciudad y el condado: "Oro en paz, fierro en guerra".
El SFPD es distinto del Departamento del Sheriff de San Francisco, que es otra agencia de aplicación de la ley del condado dentro de San Francisco. El SFPD (junto con el Departamento de Bomberos de San Francisco y el Departamento del Sheriff de San Francisco) atiende a una población estimada de 1,2 millones de habitantes, incluida la población que viaja durante el día y los miles de otros turistas y visitantes, en la segunda gran ciudad más densamente poblada de Norteamérica. En 2000, era el undécimo departamento de policía más grande de los Estados Unidos.

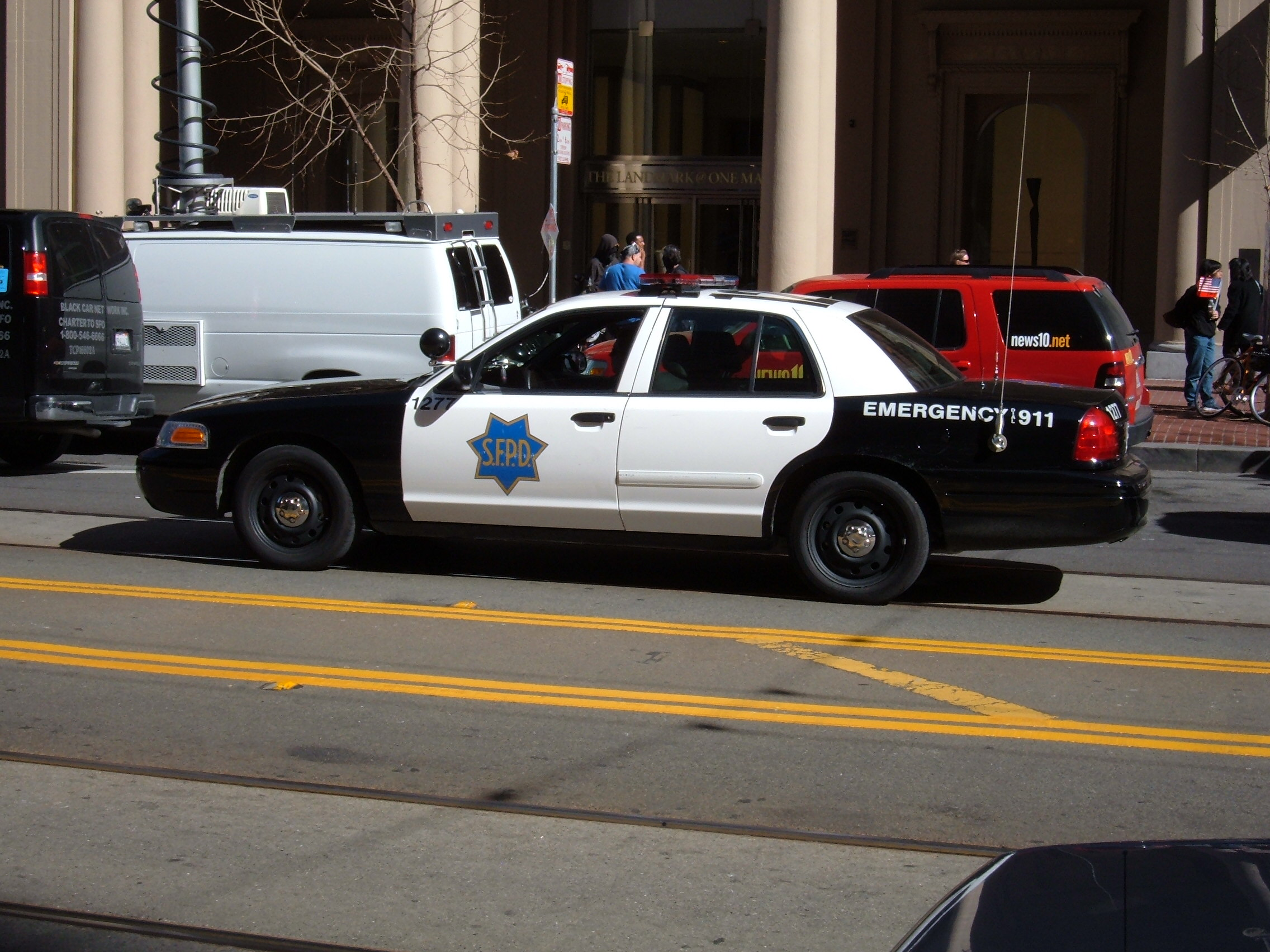
Coche Ford Crown Victoria del SFPD

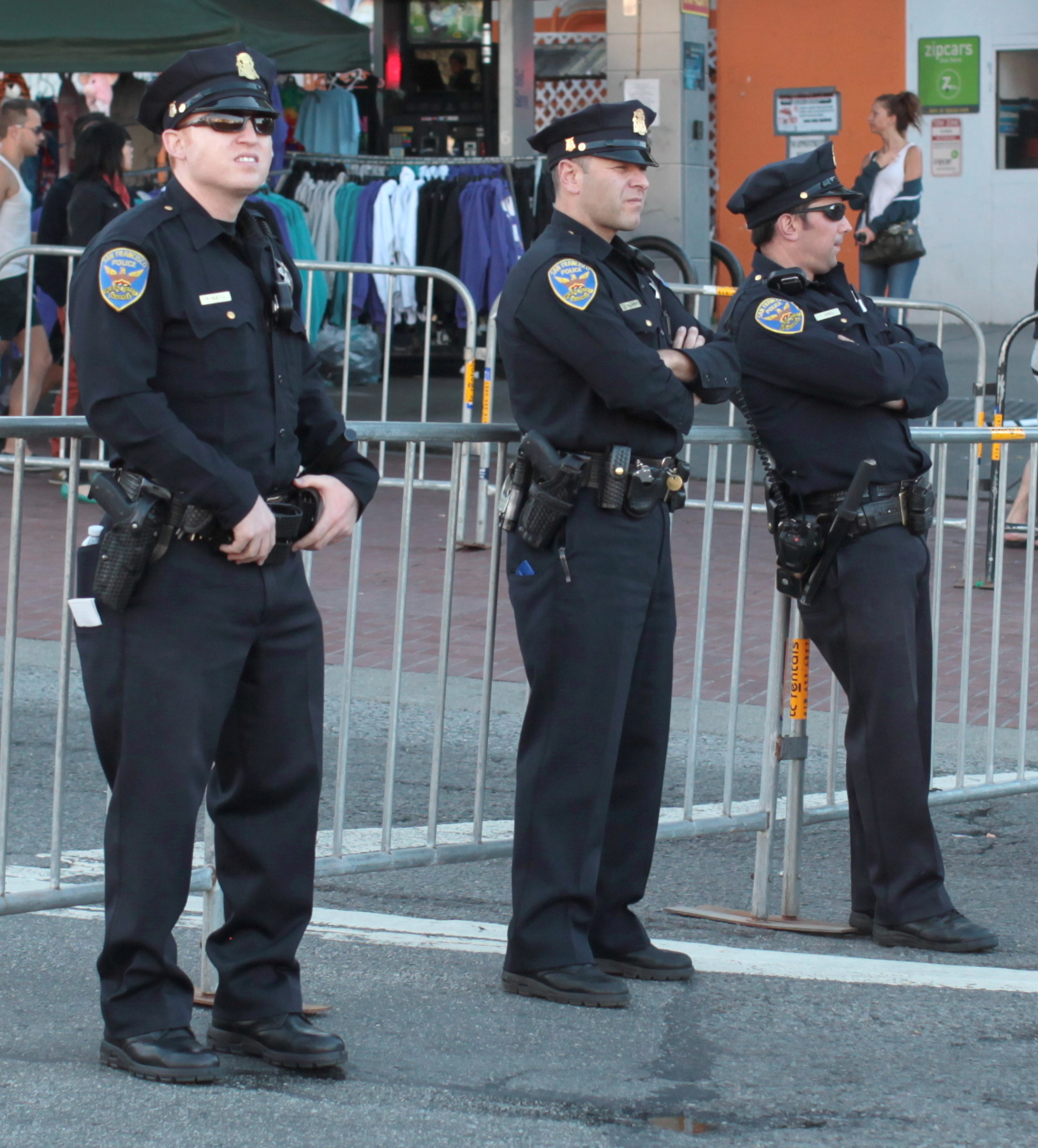
Agentes del SFPD

## Organización
El Departamento de Policía de San Francisco está dirigido por un Jefe de Policía designado por el Alcalde de San Francisco. El jefe trabaja con dos jefes adjuntos y cinco jefes adjuntos que dirigen las seis oficinas: Administración, Aeropuerto, Jefe de Estado Mayor, Operaciones de Campo, Normas Profesionales y Vigilancia de Principios y Operaciones Especiales, así como la Autoridad de Transporte Municipal y la Comisión de Servicios Públicos. Hay comandantes designados para ayudar al subjefe con el funcionamiento diario de las oficinas.

## Rangos e insignias
| Title               | Insignia |
| ------------------- | -------- |
| Jefe de Policía     |          |
| Subjefe de Policía  |          |
| Jefe adjunto        |          |
| Comandante          |          |
| Capitán             |          |
| Teniente            |          |
| Sargento            |          |
| Inspector           |          |
| Inspector asistente |          |
| Detective           |          |
| Oficial             |          |